# Зеленин, Алексей Несторович
Алексей Несторович Зеленин (1870—1944) — русский и советский художник и педагог.

## Биография
Родился 31 мая (12 июня по новому стилю) 1870 года в городе Оханске Пермской губернии.
В раннем детстве, лишившись родителей, стал круглой сиротой и был помещён в пермский приют для детей бедных, где пробыл до 15 лет. Руководство приюта, заметив склонность мальчика к рисованию, поддержало её и попросило местного художника, преподавателя Пермской мужской гимназии А. С. Шанина позаниматься с ребёнком. Алексей Зеленин оказался способным учеником и подготовился настолько, что смог поступить в Петербургскую академию художеств.
Пароходовладелец А. Г. Каменский взял на своё материальное попечение Зеленина и отправил его в Петербург к своему брату, в семье которого Алексей Несторович прожил почти десять лет. К моменту поступления в академию (1886 год) он не имел аттестата об окончании средней школы, поэтому был принят вольным слушателем. Каменский нанял преподавателя — вскоре Алексей сдал экзамен за пять классов и поступил в частную гимназию Гуревича. По её окончании получил аттестат о среднем образовании и был зачислен в действительные студенты академии (1893 год). Окончил академию в 1895 году и два года провёл в Париже, где работал в Луврском и Люксембургском музеях, писал парижские этюды. Также посещал Академию Жулиана и Академию Коларосси.

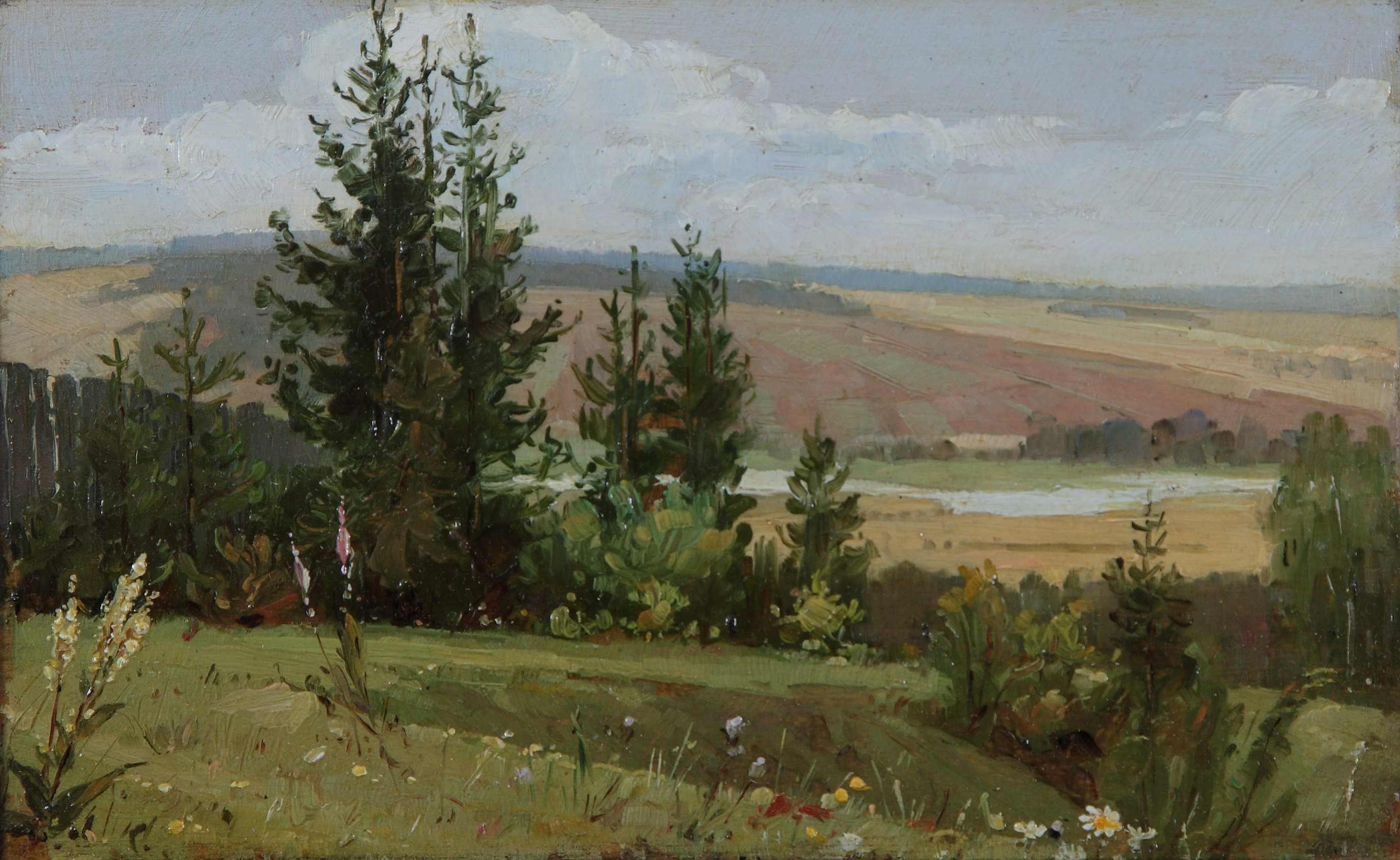
Картина «В окрестностях села Ильинского», XIX век, холст, масло.

Вернувшись из Парижа, в 1897 году участвовал в V Передвижной выставке петербургских художников. Его картина «На дне моря» была приобретена для галереи московского генерал-губернатора великого князя Сергея Александровича. Выполнял росписи церквей, по его проекту в селе Ныроб Чердынского уезда вокруг часовни над местом заточения боярина Михаила Никитича Романова был создан сквер с художественной оградой. С этого же года по 1941 год Зеленин преподавал рисование в средних учебных заведениях Перми и Кунгура; читал лекции на школьных и дошкольных курсах в Перми, Чердыни, Свердловске, Усолье. Для международного конгресса геологов, который состоялся в 1937 году в Свердловске, он выполнил рельефную карта Урала с указанием мест залежей полезных ископаемых.
Был членом Союза художников СССР и членом Пермского общества любителей живописи, ваяния и зодчества. Участвовал в художественных выставках в Перми и Свердловске. Некоторые его работы находятся в Пермской государственной художественной галерее. В Государственном архиве Пермской области хранятся документы, относящиеся к Зеленину.
Умер 24 марта 1944 года в Перми и похоронен на Егошихинском кладбище города.
Был награждён орденами Российской империи — Св. Станислава 3-й степени и Св. Анны 3-й степени.
Супруга — Анна Федоровна (~1878-1918).